# Trapezul (roi deschis)
Roiul Trapezul (denumit și Trapezium, iar uneori Trapezul din Orion este cunoscut sub denumirea sa Bayer Theta 1 Orionis (în română Theta 1 din Orion, abreviat θ 1 Ori), este un roi deschis de stele compact situat în centrul nebuloasei Orion, din constelația Orion. A fost descoperit de Galileo Galilei. La 4 februarie 1617, el a desenat trei dintre stelele roiului (A, C și D), dar nu a văzut nebulozitatea înconjurătoare. A patra componentă (B) a fost identificată de către mai mulți observatori, în 1673, iar mai multe alte componente au fost descoperite după aceea, până la un total de opt în 1888. Mai târziu, mai multe din aceste stele s-au dovedit binare. Telescoapele astronomilor amatori pot să discearnă cu ușurință, șase dintre ele.
Trapezul este un roi relativ tânăr care s-a format direct pornind de la nebuloasa părinte. Cele cinci stele cele mai strălucitoare fac circa 15-30 de mase solare. Ele sunt situate în interiorul unui volum cu diametrul de 1,5 ani-lumină și sunt la originea esențialului iluminării nebuloasei înconjurătoare. Trapezul ar putea face parte  din mai vastul Roi din Nebuloasa Orion, un grup de vreo 2.000 de stele în interiorul unui volum cu diametrul de 20 de ani-lumină.
Roiul este ușor identificabil în asterismul format de patru stele relativ strălucitoare. Aceste patru stele sunt adesea numite A, B, C și D în ordinea ascensiei drepte crescătoare. Cea mai strălucitoare dintre cele patru stele este Theta1 Orionis C, cu o magnitudine aparentă de 5,13. A și B sunt amândouă stele binare cu eclipse.
Imaginile în infraroșu ale roiului Trapezul sunt mai apte să pătrundă norii de praf înconjurători, și au scos în evidență numeroase alte componente stelare. Circa jumătate dintre stelele roiului posedă discuri circumstelare în evaporare, care sunt precursori probabili ai formării planetare. În plus, au fost reperate pitice cenușii și stele fugare.

## O posibilă gaură neagră
Un document din 2012 sugerează că o gaură neagră intermediară, cu o masă de peste 100 de ori mai mare decât cea a Soarelui, ar pute fi prezentă în Trapez; aceasta ar putea explica dispersia cu viteză mare a stelelor roiului.

## Listă a stelelor membre
Asterismul Trapezului este compus din următoarele stele :
- Theta 1 Orionis A[7]: (A1+A3)+A2
- Theta1 Orionis B[8]: (B1+B5)+B3+B2+B4
- Theta1 Orionis C[9]: C1+C2
- Theta1 Orionis D[10]: D1+D2
- Theta1 Orionis E
- Theta1 Orionis F dublă
- Theta1 Orionis G
- Theta1 Orionis H: Parenago 1866 + 1867
- Gaură neagră intermediară (?)